# تيري إيرفين
تيري إيرفين (بالإنجليزية: Terry Irvin)‏ هو لاعب كرة قدم كندية أمريكي، ولد في 14 سبتمبر 1954 في كولومبيا في الولايات المتحدة.